# Elezioni primarie del Partito Repubblicano del 1960 (Stati Uniti d'America)
Le elezioni primarie del Partito Repubblicano del 1960 furono lo strumento di selezione attraverso il quale gli elettori del Partito Repubblicano scelsero il loro candidato per le elezioni presidenziali del 1960. Il vicepresidente in carica Richard Nixon vinse dopo una serie di elezioni primarie e caucus culminati con la Convention Nazionale Repubblicana che si tenne dal 25 al 28 luglio 1960 a Chicago, Illinois.